# Парламентарни избори у Србији 1859.
Вршени су избори 9. августа 1859. год. за Мало−Госпојинску  скупштину, која се састала 10. септембра 1859. год.